# روفوس سكريمجور
روفوس سكريمجور ( بالإنجليزية: Rufus Scrimgeour) شخصية خيالية وردت في سلسلة هاري بوتر للمؤلفة البريطانية ج. ك. رولنغ
يشغل روفوس سكريمجور منصب وزير السحر منذ عام 1996 حيث حل محل كورنيليوس فودج في منصب الوزارية .
كان رئيسا لقسم مطاردي السحر الأسود في الوزارة قبل أن يُعين وزيرا ً.
شكله غريب نوعا ما ، فهو يشبه الأسد العجوز في شكله ، خط الشيب فوديه ، عينيه صفراوين ، يمشي بعرج .
ظهر لأول مرة في السلسلة في الفصل الأول من الجزء السادس هاري بوتر والأمير خليط الدم . وحاول خلال سنة هاري السادسة دعوته بأي طريقة للوقوف في صف الوزارة أو إدعاء ذلك على الأقل .وقد قتل في الجزء السابع هاري بوتر والمقدسات المميتة عند سقوط الوزارة على ايدي اكلة الموتى، وكان ذلك في الأول من أغسطس 1997.